# 卡拉漢石陣
卡拉漢石陣（英語：Karahan Tepe）是土耳其尚勒乌尔法省的一个考古遗址。该遗址靠近哥贝克力石阵，考古学家也在该处发现T形石碑，并认为这两个遗址有关联。據報截至2020年，「挖掘工作已发现250座以动物形象为特色的方尖碑」。此外，该遗址可能是已知最早的人类村落，其建造时间早于哥贝克力石阵，可追溯到公元前9000至11000年之间。  
该遗址位于亞格穆魯附近，距哥贝克力石阵以东约46公里，哥贝克力石阵通常被称为其姐妹遗址。   

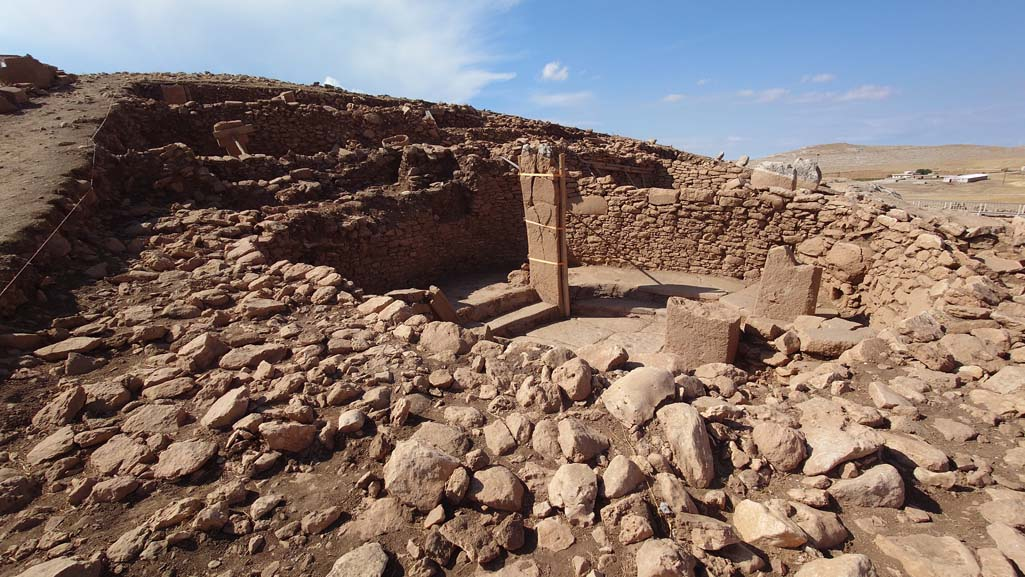
卡拉漢石陣

卡拉漢石陣的古建筑於1997年被泰克泰克山国家公园附近地区的研究人员发现。 
2019年，伊斯坦布尔大学考古学家内吉米·庫鲁尔 (Necmi Karul) 指，“去年（2018年），在距离哥贝克力遗址约60公里的卡拉漢石阵重新开始挖掘工作，我们发现了特殊建筑、方尖碑、动物雕塑的痕迹，以及描述和类似的象征意义”。 该遗址曾被泥土和瓦砾填满，但保留了刻在基岩上的T形顶柱。 这些建筑被描述为“菲勒斯圖騰”。 

## 地点
卡拉漢石陣考古遗址占地近10公顷，如果算上T形柱的采石场，面积则增加5公顷。 
2023年9 月，土耳其和德国专家发现更多来自所谓的Tepeler文化的雕塑，包括发现了一尊秃鹫雕像和一尊2.3米高的拟人雕像。此裸体人物可能被描绘成坐着，双手握住他的菲勒斯。手指和肋骨上有深深的刻痕，脖子周围有一种V形的领子。同樣的圖案也見於其他發現，比如所谓的「乌尔法人」 ，為一尊约1.8米高的砂岩雕像，于1993年在尚勒乌尔法附近的建筑工程中被发现。

## 图像

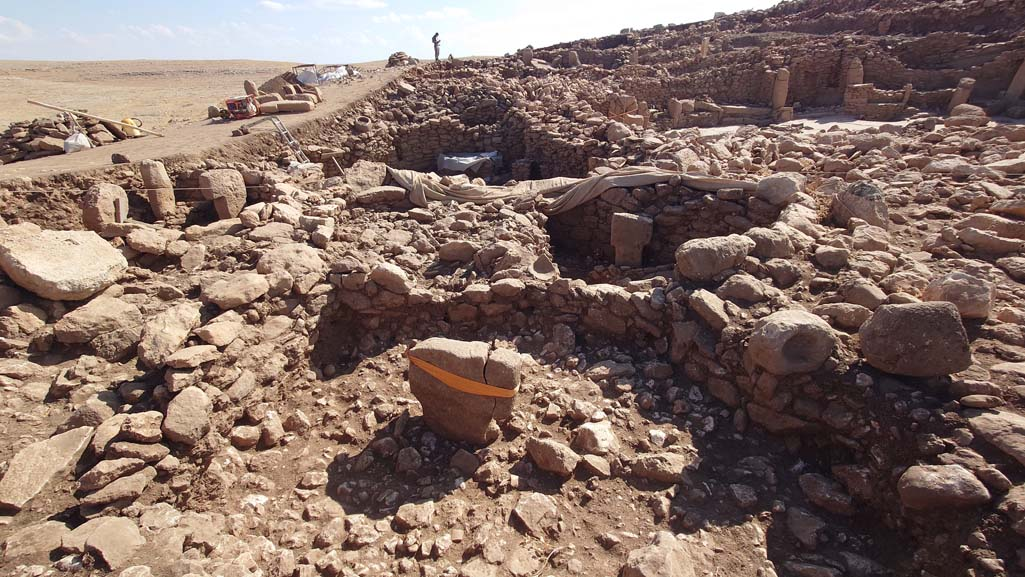
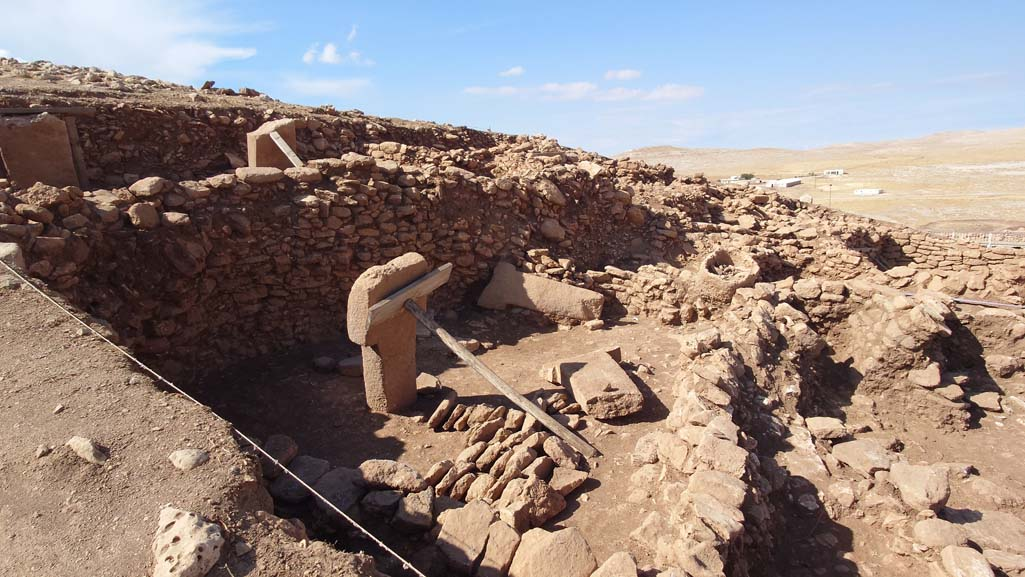
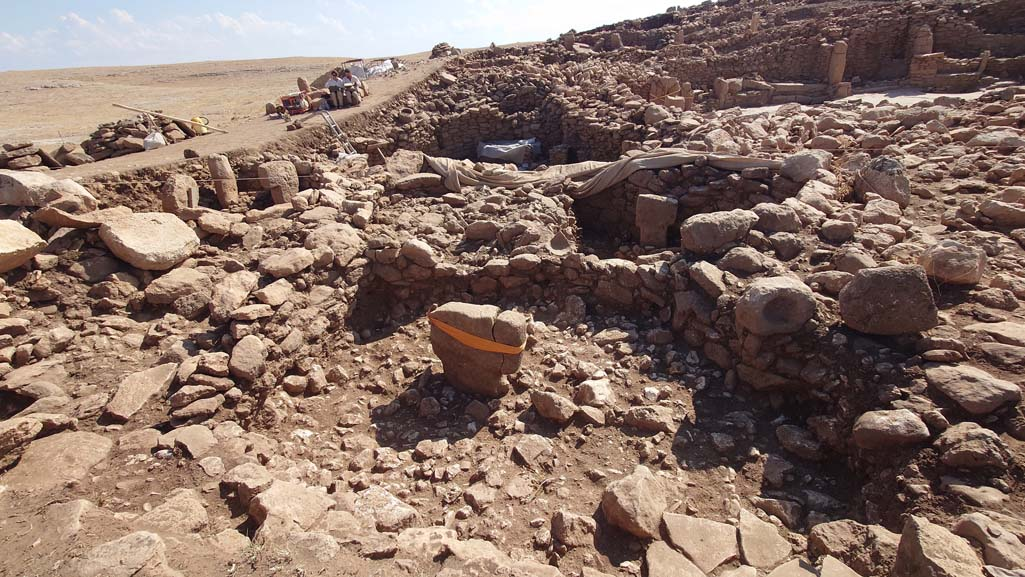
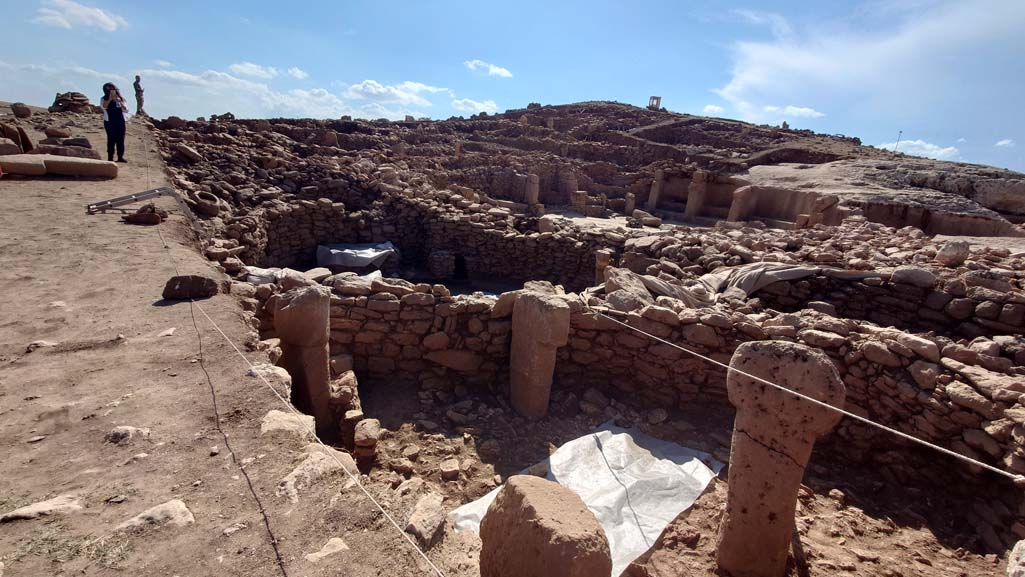
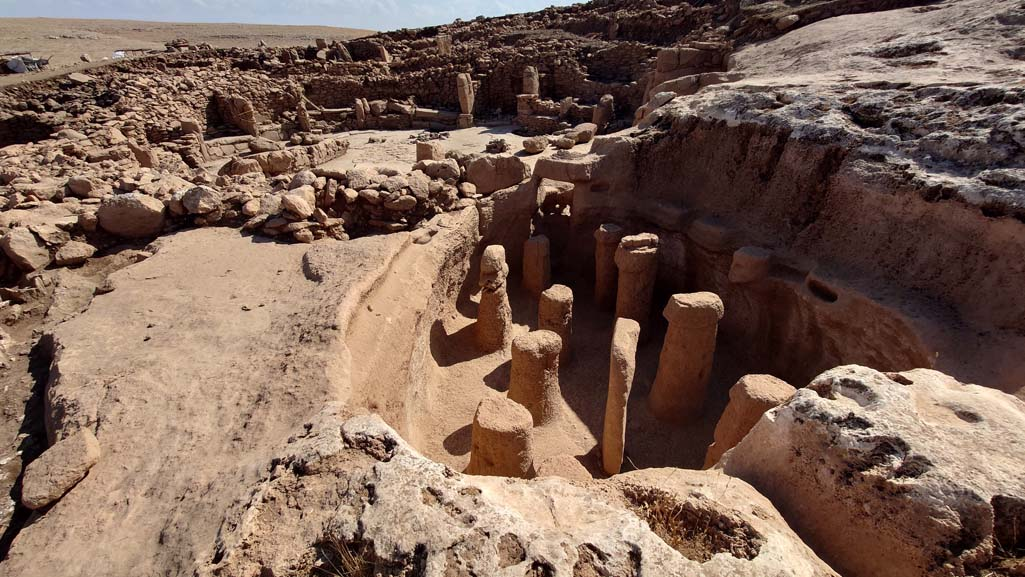